# Sancy (Seine-et-Marne)
Sancy is een gemeente in het Franse departement Seine-et-Marne (regio Île-de-France) en telt 321 inwoners (2004). De plaats maakt deel uit van het arrondissement Meaux.

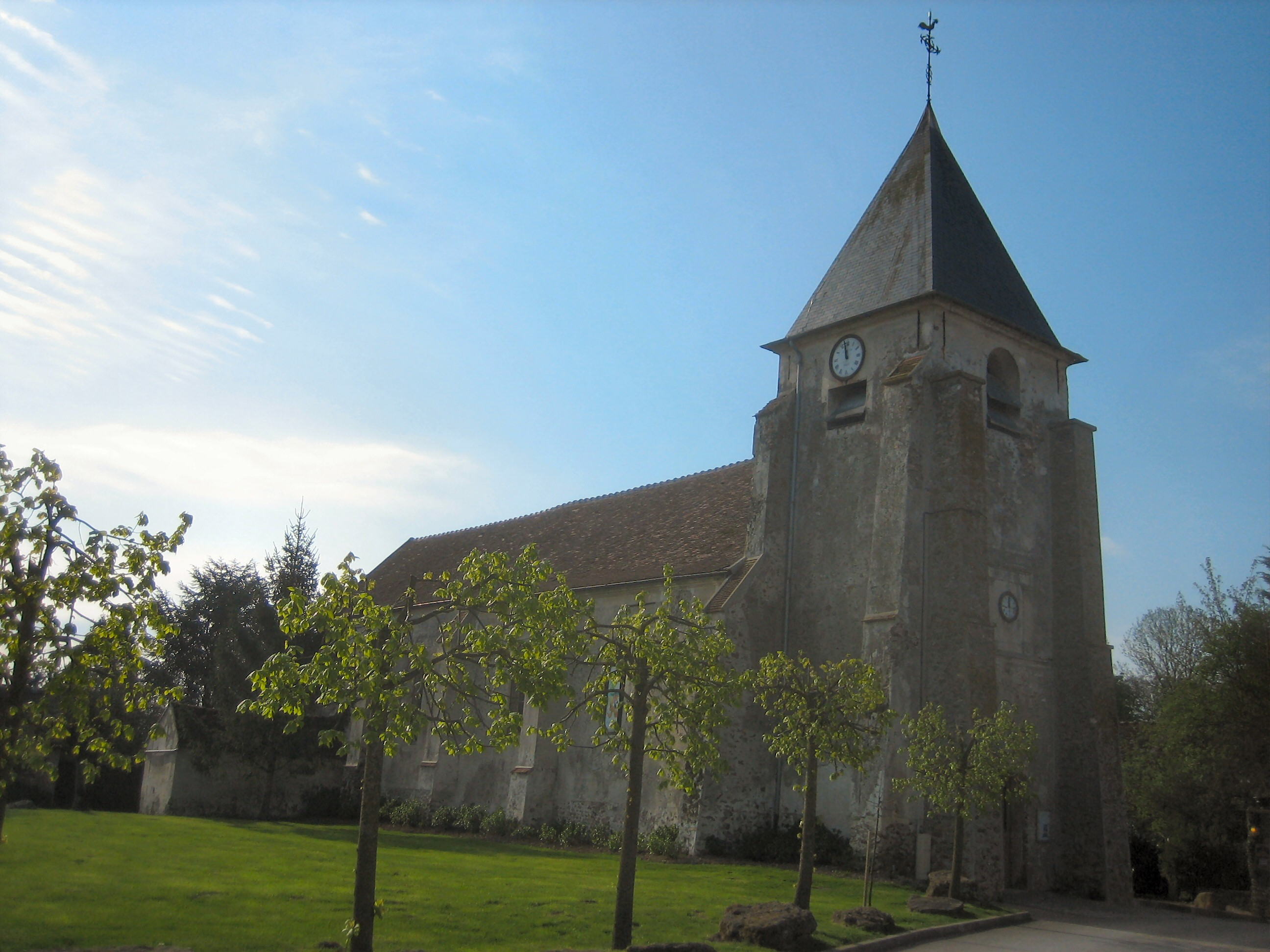
Kerk van Sancy

## Geografie
De oppervlakte van Sancy bedraagt 5,4 km², de bevolkingsdichtheid is 59,4 inwoners per km².
De onderstaande kaart toont de ligging van Sancy (Seine-et-Marne) met de belangrijkste infrastructuur en aangrenzende gemeenten.

## Demografie
Onderstaande figuur toont het verloop van het inwonertal (bron: INSEE-tellingen).

1. ↑  Populations de référence 2022.